# Cheiracanthium exquestitum
Cheiracanthium exquestitum is een spinnensoort uit de familie Cheiracanthiidae.
De wetenschappelijke naam van de soort werd in 1993 gepubliceerd door Zhang & Zhu.